# 柴崎幸三
柴崎 幸三（しばさき こうぞう、1958年1月30日 - ）は、日本の撮影技師である。栃木県出身。日本映画撮影監督協会所属。日本大学藝術学部映画学科卒業。

## 参加作品
- ザ・中学教師（デビュー作）
- 毎日が夏休み
- パラサイト・イヴ
- ジュブナイル
- リターナー
- OUT
- レディ・ジョーカー
- 精霊流し
- 恋は五・七・五!
- 太平洋の奇跡 -フォックスと呼ばれた男-
- ALWAYS 三丁目の夕日
- ALWAYS 続・三丁目の夕日
- K-20 怪人二十面相・伝
- BALLAD 名もなき恋のうた
- SPACE BATTLESHIP ヤマト
- 永遠の0（2013年）
- 彼らが本気で編むときは、（2017年）
- DESTINY 鎌倉ものがたり（2017年）
- かぞくいろ RAILWAYS わたしたちの出発（2018年）
- アルキメデスの大戦（2019年）
- 閉鎖病棟 -それぞれの朝-（2019年）
- ゴジラ-1.0（2023年）

## 受賞歴
- 第38回三浦賞 『毎日が夏休み』
- 第22回日本アカデミー賞最優秀撮影賞 『愛を乞うひと』[2]
- 第29回日本アカデミー賞最優秀撮影賞 『ALWAYS 三丁目の夕日』
- 第60回毎日映画コンクール撮影賞『ALWAYS 三丁目の夕日』
- 第31回日本アカデミー賞優秀撮影賞 『ALWAYS 続・三丁目の夕日』
- 第38回日本アカデミー賞最優秀撮影賞 『永遠の0』[3]
- 第47回日本アカデミー賞最優秀撮影賞（『ゴジラ-1.0』）[4][5]
- 令和7年度紫綬褒章[6]